# Lotsawa
Lotsawa is een Tibetaans woord dat verwijst naar uit Tibet zelf afkomstige vertalers. De woord is vermoedelijk afkomstig van het Sanskrietse woord locchāva, dat tweetalig of ogen van de wereld betekent.
Lotsawa's werkten samen met Indiase onderzoekers of pandita's om teksten van de boeddhistische canon te vertalen naar het Tibetaans, vanuit het Sanskriet, Chinees en andere Aziatische talen. De term wordt ook gebruikt om moderne vertalers van Tibetaans boeddhistische teksten aan te duiden.
Voorbeelden van Lotsawa's zijn Vairocana, Rinchen Tsangpo en Marpa. Een historisch lotsawa en geschiedschrijver was Gö Lotsawa.